# او-۴۴۲
او-۴۴۲ (به آلمانی: U 442) یک او-بوت گونه ۷سی بود که ساخت آن سال ۱۹۴۲ تکمیل شد و در جریان جنگ جهانی دوم در کریگس‌مارینه خدمت کرد.

## تاریخچه عملیاتی
او-۴۴۲ یکی از شش او-بوت گونه ۷ بود که توسط فرماندهی عالی کریگس‌مارینه در قالب عملیات پاوکنشلاک، راهی آب‌های سواحل شرقی ایالات متحده می‌شد. او-۴۴۲ در راه این مقصد بود که فرمان گرفت به گروه فایلشِن از او-بوت‌ها بپیوندد و در حمله بزرگ به اس‌سی ۱۰۷ که رو به شرق می‌رفت، مشارکت کند. این کاروان با ۳۹ کشتی باری از کشورهای مختلف حامل ۲۵۰ هزار تن تدارکات نظامی و سوخت برای عملیات نیروهای متفق در شمال آفریقا، اهمیت راهبردی بالایی داشت. در جریان حمله او-۴۴۲ با کشتی باری ۶٬۶۹۰ تنی بریتانیایی هاتیمورا برخورد کرد که از پیش مورد اصابت اژدر او-۱۳۲ قرار گرفته بود و به آهستگی پشت کاروان حرکت می‌کرد. محموله این کشتی شامل ۲۵۰ تن باروت، ۲۰۰ تن تی‌ان‌تی و ۳۰۰ تن بمب آتش‌زا بود. او-بوت به خیال به دست آوردن یک طعمه راحت، به کشتی نزدیک شد و به آن اژدر زد. در همین حین او-۱۳۲ هم در نزدیکی کشتی بر روی آب آمد تا بدان تیز خلاص بزند. هاتیمورا در اثر اصابت اژدر او-۴۴۲ با شدت بسیار زیادی منفجر شد و تکه‌های آن تا فاصله دوری پرتاب شدند. یک تکه بزرگ از لاشه کشتی به او-۱۳۲ برخورد کرد و بدنه فشار آن را شکافت که موجب غرق شدن آن با تمامی خدمه شد. در صورتی خارق‌العاده از ۹۰ خدمه هاتیمورا تنها چهار نفر جان باختند. پس از این حادثه مأموریت گشت او-۴۴۲ به اتمام رسید و چند روز بعد به پایگاه فراخوانده شد. به هر صورت هیچ تقصیر و اتهامی متوجه فرمانده او-بوت نشد.
او-۴۴۲ روز ۲۰ دسامبر سال ۱۹۴۲ به دریا بازگشت و دستور گرفت با دیگر او-بوت‌های گونه ۷ در سواحل برزیل عمل کند. او-۴۴۲ به گروه او-بوت‌های دلفین پیوست تا به دستور فرماندهی عالی به کاروان نفت‌کش‌های تی‌ام ۱ حمله کند. او-۴۴۲ روز ۹ ژانویه سال ۱۹۴۳ با اژدر نفت‌کش ۹٬۰۸۷ تنی بریتانیایی امپایر لیتن با بار ۱۲٬۵۰۰ تن سوخت هواپیما با اکتان بالا، را مورد اصابت قرار داد. با این حال به شکل معجزه‌آسایی، آسیب زیادی به کشتی وارد نشد و انفجاری رخ نداد. به هر صورت هرج‌ومرج خدمه کشتی را فرا گرفت. هنگام تخلیه کشتی یکی از قایق‌های نجات واژگون شد و چهارده تن را به کشتن داد. پس از چند ساعت که مشخص شد کشتی غرق نمی‌شود ناخدا و خدمه به عرشه آن بازگشتند. البته موتور آسیب دیده بود و نفت‌کش نمی‌توانست با سرعتی بیش از ۶ گره حرکت کند. از این رو امپایر لیتن دوباره رها شد. او-۴۴۲ مدتی بعد بازگشت و اژدر دیگری به آن زد. این بار هم کشتی نه آتش گرفت و نه غرق شد. هسه مجبور شد یک اژدر دیگر هم استفاده کند تا در نهایت این نفت‌کش پیش رسیدن شب غرق شود.